# 鳥取城
鳥取城是位於日本鳥取縣鳥取市的一座城堡。

## 概要
建造年份不確定，約16世紀中前期左右建造。安土桃山時代期間是羽柴秀吉及毛利氏奪爭奪的重要城池，江戶時代是鳥取藩藩廳。現時天守台、復元城門、石垣、堀、井戶等均為現存至今的建造物。

## 歷史
戰國時代的天文年間山名誠通利用久松山的天然地形建造這座山城（另一個可能是與山名祐豐對立時建造的城堡）。最初的城主是武田高信。1573年遭到山中幸盛為首的尼子氏殘黨攻擊。同年再被毛利氏的吉川元春攻佔。1574年再度被尼子氏殘黨攻擊。1575年毛利軍擊退尼子軍，將尼子氏逐出鳥取城。
1580年羽柴秀吉派兵圍攻烏取城，進行第一之圍城戰，最終山名豐國與織田氏達成和議，山名氏臣服於織田信長之下。9月毛利氏反攻，山名氏再度降伏毛利氏之下。1581年羽柴秀吉再奉信長之命攻擊鳥取城，秀吉再次採用攻打三木城的斷糧戰法，断绝了陸路和水路的毛利軍兵糧供應，在圍城四個月期間，城內傳出人吃人的慘劇。城主吉川經家開城投降自盡作为收场。(鳥取城之戰)
被織田氏攻佔後，委派淺井氏舊臣宮部繼潤成為城代。1585年因九州征伐的戰功，正式成為鳥取城城主。宮部氏在1600年因關原之戰而被撤職。之後由池田氏管治。先由池田長吉成為鳥取藩藩主，在第二代池田光政與岡山藩岡山藩互相交換領地（池田氏另一個支系），直到廢藩置縣為止。
1873年所執行的廢城令，鳥取城为了避免拆除。1877年將大部份不必要的建築物拆除，剩下了天守台和石垣。2006年被選為日本100名城之一。

## 構造
位於久松山山頂的城堡。為一座梯郭式城郭。

## 關連項目
- 仁風閣

## 外部連結
- 鳥取城圖片集